# 菲羅塔斯 (總督)
菲罗塔斯（希臘語：Φιλωτας，前4世紀人），服从于亚历山大大帝的马其顿官员。他在向粟特（Sogdiana）和印度进军期间指挥过一支方阵军队。
似乎他和前331年在巴比伦因杰出贡献而获得封赏的菲罗塔斯是同一人。 毫无疑问，在前332年，他就是亚历山大大帝死后巴比伦分封协议中的奇里乞亚总督。前321年，他被佩尔狄卡斯剥夺了奇里乞亚统治权，继任是费罗萨努斯。可是这似乎只是把他安排到别的岗位上，就像我们发现他仍然和佩尔狄卡斯政府紧密联系在一起。在摄政王死后，伙同阿爾塞塔斯、阿塔罗斯和他们的余部，对抗安提柯一世。
前320年，他和阿塔罗斯、多喀摩斯、帕勒蒙一同成为阶下囚，被关押在一起。后来他们一同占领了监狱，突破了守卫。在前316年，他再一次倒在了安提柯一世力量之下。